# Inverness Caledonian Thistle Football Club 2012-2013

## Stagione
Nella stagione 2012-2013 l'Inverness Caledonian Thistle ha disputato la Scottish Premier League, massima serie del campionato scozzese di calcio, terminando il torneo al quarto posto con 54 punti conquistati in 38 giornate, frutto di 13 vittorie, 15 pareggi e 10 sconfitte. In Scottish Cup è sceso in campo a partire dal quarto turno, ma venendo eliminato al quinto turno dal Kilmarnock. In Scottish League Cup ha raggiunto le semifinali, dove è stato eliminato dagli Hearts.

## Rosa
| N. |                             | Ruolo | Calciatore              |
| -- | --------------------------- | ----- | ----------------------- |
| 1  | Scozia (bandiera)           | P     | Ryan Esson              |
| 2  | Inghilterra (bandiera)      | D     | David Raven             |
| 3  | Scozia (bandiera)           | D     | Graeme Shinnie          |
| 4  | Galles (bandiera)           | C     | Owain Tudur Jones       |
| 5  | Inghilterra (bandiera)      | D     | Gary Warren             |
| 6  | Inghilterra (bandiera)      | D     | Chris Hogg              |
| 7  | Irlanda del Nord (bandiera) | A     | Billy McKay             |
| 8  | Inghilterra (bandiera)      | C     | Ross Draper             |
| 9  | Irlanda (bandiera)          | C     | Richie Foran (capitano) |
| 10 | Scozia (bandiera)           | C     | Andrew Shinnie          |
| 11 | Scozia (bandiera)           | C     | Nick Ross               |
| 12 | Spagna (bandiera)           | P     | Antonio Reguero         |
| 14 | Inghilterra (bandiera)      | D     | Josh Meekings           |
| 15 | Inghilterra (bandiera)      | D     | Simon King              |
| 16 | Inghilterra (bandiera)      | A     | Jason Oswell            |

| N. |                             | Ruolo | Calciatore          |
| -- | --------------------------- | ----- | ------------------- |
| 17 | Irlanda (bandiera)          | C     | Aaron Doran         |
| 18 | Scozia (bandiera)           | A     | Shane Sutherland    |
| 19 | Scozia (bandiera)           | C     | Gavin Morrison      |
| 20 | Scozia (bandiera)           | C     | Martin Laing        |
| 21 | Scozia (bandiera)           | C     | Liam Polworth       |
| 22 | Irlanda (bandiera)          | C     | Conor Pepper        |
| 23 | Irlanda (bandiera)          | A     | Philip Roberts      |
| 24 | Inghilterra (bandiera)      | D     | George Brislen-Hall |
| 26 | Portogallo (bandiera)       | A     | André Martins       |
| 26 | Inghilterra (bandiera)      | C     | Jordan Gibbons      |
| 27 | Irlanda del Nord (bandiera) | D     | Daniel Devine       |
| 31 | Scozia (bandiera)           | P     | Scott Mathieson     |
| 32 | Scozia (bandiera)           | D     | Matthew Cooper      |
| 40 | Scozia (bandiera)           | C     | Kyle Whyte          |

## Statistiche

### Statistiche di squadra
| Competizione            | Punti | In casa | In casa | In casa | In casa | In casa | In casa | In trasferta | In trasferta | In trasferta | In trasferta | In trasferta | In trasferta | Totale | Totale | Totale | Totale | Totale | Totale | DR |
| Competizione            | Punti | G       | V       | N       | P       | Gf      | Gs      | G            | V            | N            | P            | Gf           | Gs           | G      | V      | N      | P      | Gf     | Gs     | DR |
| ----------------------- | ----- | ------- | ------- | ------- | ------- | ------- | ------- | ------------ | ------------ | ------------ | ------------ | ------------ | ------------ | ------ | ------ | ------ | ------ | ------ | ------ | -- |
| Scottish Premier League | 54    | 19      | 7       | 8       | 4       | 35      | 27      | 19           | 6            | 7            | 6            | 29           | 33           | 38     | 13     | 15     | 10     | 64     | 60     | +4 |
| Scottish Cup            | -     | 1       | 1       | 0       | 0       | 2       | 1       | 2            | 0            | 1            | 1            | 3            | 5            | 3      | 1      | 1      | 1      | 5      | 6      | -1 |
| Scottish League Cup     | -     | 1       | 0       | 1       | 0       | 1       | 1       | 3            | 2            | 1            | 0            | 6            | 1            | 4      | 2      | 2      | 0      | 9      | 3      | +6 |
| Totale                  | -     | 21      | 8       | 9       | 4       | 38      | 29      | 24           | 8            | 9            | 7            | 38           | 39           | 45     | 16     | 18     | 11     | 78     | 69     | +9 |